# ژوسلین یکم، ارباب کورتنی
ژوسلین یکم، ارباب کورتنی (انگلیسی: Joscelin I, Lord of Courtenay؛ زادهٔ ۱۰۳۴)، پسر آتون که اطلاعات اندکی در باب زندگی و اقدامات وی وجود دارد. وی در طول زندگی خود دو بار ازدواج کرد که در مجموع صاحب شش فرزند شد که از مهم‌ترین آن‌ها ژوسلین یکم، کنت ادسا بود که در جنگ‌های صلیبی حضور داشت.